# João Evangelista dos Santos
João Evangelista dos Santos, mais conhecido simplesmente como Evangelista (Porto da Folha, 28 de dezembro de 1902 - Santos, 13 de janeiro de 1985) foi um futebolista brasileiro que atuava como ponta-esquerda.
Sua principal característica era a velocidade e antes de cruzar a bola na área, batia palmas.
É o autor do primeiro gol do estádio de São Januário.

## Carreira
Evangelista é natural do Quilombo Mocambo, localizado no município de Porto da Folha, no Alto Sertão Sergipano.
Evangelista começou a carreira nos juvenis da Portuguesa Santista, atuando pelo quadro B, em 1923. Com a lesão do titular Arnaldo, ganhou a posição e se destacou no time principal.
Chegou ao Santos em 1925, trazido pelo goleiro santista Alzemiro Ballio. Após realizar testes, em 15 dias Evangelista era o titular do time principal, onde estreou no dia 22 de março de 1925, contra a Associação Atlética das Palmeiras, marcando dois gols da goleada por 5x0.
Atuou na Seleção Paulista entre 1926 a 1929 anotando 6 gols em 10 jogos conquistando o Campeonato Brasileiro Seleções em 1929.
Em 1927, o Santos participou da inauguração do Estádio de São Januário na cidade do Rio de Janeiro e derrotou a equipe anfitriã do Vasco da Gama pelo placar de 5 a 3 com hat-trick de Evangelista, que foi o autor do primeiro gol da história do estádio.
No mesmo ano, Evangelista que fez parte da linha do “Ataque dos 100 Gols”, ao lado de Siriri, Omar, Camarão, Feitiço e Araken, onde, ao longo da campanha, marcou sete gols, da qual foi vice-campeão estadual.
Em 1928, ganhou um dos prêmios da Loteria Federal de Natal.
Junto de Siriri, Camarão e Feitiço, foi emprestado ao America do Rio de Janeiro para uma excursão à Argentina, entre fevereiro e março de 1929.
Devido à divergência ocorrida entre a Confederação Brasileira de Desportos (CBD) e a Associação Paulista de Esportes Atléticos (APEA), deixou de participar da primeira Copa do Mundo, em 1930.
Seu último jogo pelo Santos foi no dia 5 de novembro de 1931, na derrota por 4 a 0 para o Hespanha F.C., na Vila Belmiro. Atuou no Santos até aquele ano, participando de 125 jogos e anotando 54 gols.
Depois de aposentado, Evangelista passou a atuar como missionário religioso, onde era diácono da Igreja Batista. Faleceu às 19h00 do dia 13 de janeiro de 1985, na cidade de Santos, devido a um AVC.